# Themistoklis Diakidis
Themistoklis Diakidis (Grecia, 22 de agosto de 1882-8 de mayo de 1944) fue un atleta griego, especialista en la prueba de salto de altura en la que llegó a ser medallista de bronce olímpico en 1906.

## Carrera deportiva
En los JJ. OO. de Atenas 1906 ganó la medalla de bronce en el salto de altura, empatado con el estadounidense Herbert Kerrigan, y por detrás del británico Con Leahy (oro) y el húngaro Lajos Gönczy (plata).